# Tè

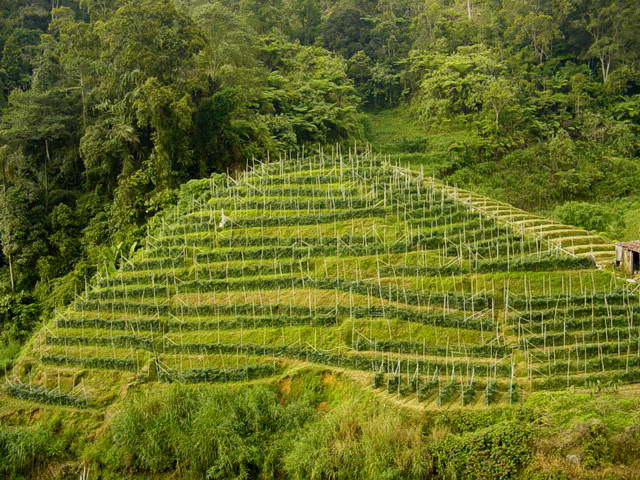
Piantagione di tè in Malaysia.

Il tè (con grafia meno corretta the o thè) è una bevanda originaria della civiltà cinese, consistente in un infuso o decotto ricavato dalle foglie della Camellia sinensis, una pianta legnosa che viene oggi coltivata in Cina e ormai anche in tutti gli altri continenti: principalmente in Asia (Bangladesh, Pakistan, India, Indonesia, Sri Lanka, Giappone) e in Africa (Kenya) e America del Sud. Grazie alla possibilità di alcune varietà di tollerare il clima oceanico si trova anche nel Nord America, in Oceania ed in Europa: Cornovaglia in Inghilterra, Perthshire in Scozia, Isola di São Miguel, Azzorre, in Portogallo. A volte le foglie sono miscelate con spezie, erbe o essenze.
L'uso e i cerimoniali del tè sono associati a differenti tradizioni rituali dell'Estremo Oriente, in parte rielaborati nella cerimonia dell'high tea. Altri Paesi noti per il consumo del tè, sin dall'epoca coloniale quando iniziarono a importarlo in Occidente, sono l'Inghilterra e il Massachusetts, che ne hanno fatto un simbolo della loro moderna identità nazionale.
Anche la Russia europea ha una moderna tradizione del tè. In Turchia il tè rappresenta un elemento molto importante della cultura e della tradizione. Lo stesso può dirsi dei Paesi arabi.
Il tè ha una ampia gamma di aromi: floreale, fruttato, dolce, erbaceo oppure un sapore volutamente amaro e astringente ed è la bevanda più diffusa nel mondo dopo l'acqua. A partire dagli anni ottanta del XX secolo si è diffuso l'utilizzo del "tè freddo", un prodotto per lo più industriale ottenuto dall'infusione del tè e imbottigliato, servito dopo essere stato in frigorifero come bevanda rinfrescante: i tipi più diffusi sono il tè al limone e il tè alla pesca.
I sei tipi base di tè sono: il tè nero, il tè verde, il tè oolong, il tè bianco, il tè giallo e il tè scuro (postfermentato).
Tutte le diverse varietà derivano dalle foglie della Camellia sinensis. 
Si differenziano per i diversi trattamenti lavorativi che permettono diversi gradi di ossidazione delle foglie, comunemente chiamata "fermentazione". I tè rossi (detti "neri" in Occidente) sono tè fermentati, i verdi sono tè non fermentati, i blu (oolong) e gialli sono semifermentati, e i neri (pu'er) sono "postfermentati". I tè bianchi sono ottenuti dalle gemme e dalle prime foglie con fermentazione parziale.
Una volta essiccato, il tè può essere ulteriormente lavorato per dare vita a tè aromatizzato, tè pressato e tè deteinato. Il termine "tè" è stato usato in modo improprio in passato anche come sinonimo di "tisana", per indicare infusioni preparate con piante diverse dalla Camellia sinensis. Il termine "tè rosso" si riferisce comunemente, ma impropriamente, anche al carcadè o all'infusione di rooibos del Sudafrica, che non sono infusioni di Camellia sinensis, quindi non vanno chiamati "tè" ma "infusi" o "infusioni".

## Etimologia e derivazioni in altre lingue
La parola "tè" deriva dalla resa tê (pronuncia tei) del carattere cinese 茶 nel dialetto min meridionale diffuso nel sud del Fujian e a Taiwan. Da questa pronuncia cinese derivano, con lievi varianti, le parole per tè in: malese, danese, inglese, spagnolo, svedese, yiddish, ebraico, cingalese, tamil, finlandese, francese, italiano, lettone, tedesco, olandese e ungherese.
Dalle pronunce piuttosto simili del carattere cinese 茶 nei dialetti settentrionali (Pinyin: chá) e in cantonese (Cantonese Yale: chah) derivano i nomi del tè in: giapponese, coreano, persiano, arabo, turco, russo, portoghese, ceco, slovacco, serbo, albanese, urdu, uzbeco, ucraino, hindi, tibetano, tailandese e rumeno.
Curiosamente il greco ha una denominazione da ciascuna delle due forme: τέιον (téion) e τσάι (tsái); la prima tuttavia è oggi desueta.
A volte in italiano viene usata la grafia francese thé da cui derivano le forme italianizzate "the" e "thè".
In giapponese viene tradotto in cha, da cui derivano le denominazioni di matcha, genmaicha (tè verde con riso), sencha, shincha (ottenuto dalle prime foglie di tè dell'anno) e kukicha.

## Denominazione tassonomica

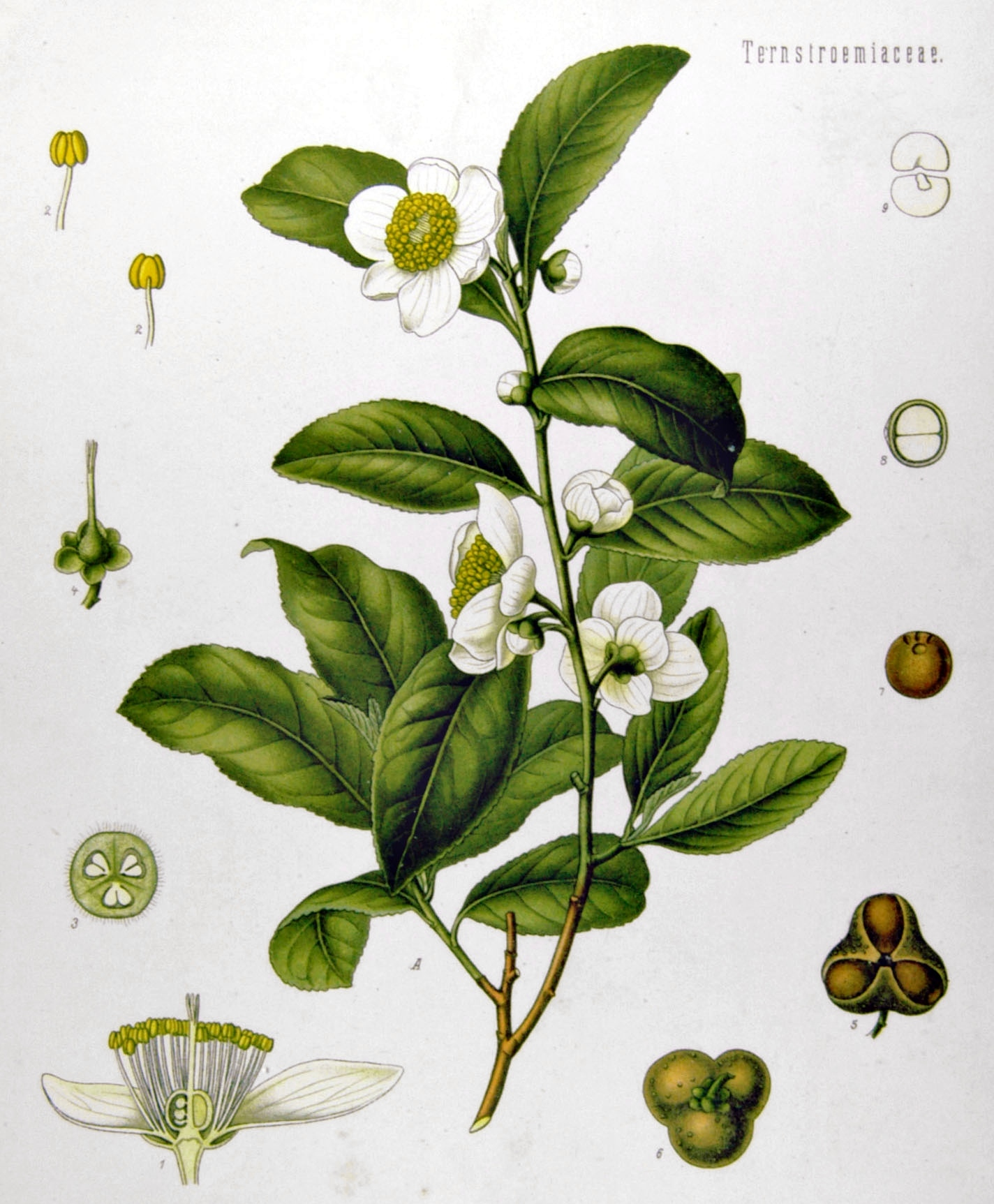
La pianta del tè (Camellia sinensis) dal Koehler's Medizinal-Pflanzen.

La denominazione tassonomica della pianta del tè è Camellia sinensis, con questo nome è registrata la pianta presso l'Index Kewensis e tramite questo presso l'International Plant Names Index.
Tuttavia Linneo nella prima edizione del suo Species Plantarum del maggio 1753 la denominò come Thea sinensis. Nella seconda edizione della suddetta opera abbandonò questa denominazione, ma suddivise la pianta in due distinte specie: Thea viridis, con nove petali, e Thea bohea, con sei petali.
I botanici indiani e cingalesi hanno mantenuto per molto tempo la doppia nomenclatura di Camellia Thea. Fu J. Robert Sealy nel 1958 con la pubblicazione A revision of the Genus Camellia edita dalla "Royal Horticultural Society" a stabilire definitivamente la denominazione tassonomica attuale evidenziando come, secondo l'International Code of Botanical Nomenclature, in caso di fusione tassonomica di due identiche specie, vada utilizzata la denominazione della specie registrata per prima.

## Contenuto ed effetti
Il tè contiene caffeina, un alcaloide stimolante del sistema nervoso centrale, teanina, un amminoacido psicoattivo, catechina, un antiossidante presente soprattutto nel tè verde e nel tè bianco, teobromina e teofillina, due alcaloidi stimolanti, e infine fluoruri.
Gli effetti della bevanda dipendono dal tipo di tè e dalle modalità di infusione (temperatura e durata). Un'infusione breve (circa 2 minuti) estrae dalle foglie di tè soprattutto caffeina e ha proprietà stimolanti. Un'infusione più lunga (3-5 minuti) estrae anche acido tannico che disattiva la caffeina perché si combina con essa, attenuando l'effetto stimolante. Inoltre l'acido tannico rende amaro il sapore del tè.

## Storia del tè
I primi riferimenti testuali certi sul consumo del tè in Cina risalgono al III secolo. Tra i maggiori promotori del tè vi furono i monaci buddisti che lo adottarono come bevanda rituale e tonico. Durante l'epoca Tang il tè si diffuse in tutto il paese cominciando a venire usato anche come moneta, grazie anche al contributo del Canone del tè scritto da Lu Yu nel 760. Durante la dinastia Sung l'arte cinese del tè raggiunse la massima sofisticatezza. In questo periodo si diffuse anche in Giappone, dove nel XVI secolo venne codificata una particolare forma di preparazione ritualizzata (il cosiddetta Cha no yu). In Cina, nel corso della dinastia Ming, si affermò il consumo del tè in foglie e s'incominciò a produrre, oltre ai tè verdi, anche tè ossidati e parzialmente ossidati.
Il tè è stato menzionato per la prima volta dal domenicano portoghese Gaspar da Cruz, inviato in Cina, che nel 1550 scriveva: "A chiunque visiti la casa di un cinese di rango è usanza offrire su un bel vassoio, in tazza di porcellana, una specie di acqua che chiamano "cha", rossiccia e molto terapeutica".
Presumibilmente furono i Portoghesi a introdurre la bevanda in Europa, ma la prima importazione di cui si ha traccia fu da parte della Compagnia olandese delle Indie orientali nel 1610. In Europa il tè divenne dapprima popolare in Francia e nei Paesi Bassi. Inizialmente vi furono posizioni diverse da parte dei medici sulla nuova bevanda orientale: alcuni lo ritennero dannoso alla salute, altri, come il medico olandese Cornelis Bontekoe, ne promossero il consumo come rimedio per tutti i mali.
Il primo locale a servire il tè in Inghilterra fu la caffetteria di Thomas Garway nel 1657. La Compagnia inglese delle Indie orientali cominciò a importarlo a partire dal 1669 e nel corso del secolo successivo il tè divenne la voce più importante nei traffici inglesi con l'Oriente. Il consumo del tè in Gran Bretagna crebbe moltissimo e s'impose come costume nazionale.
Nelle consolidate tradizioni britanniche la bevanda viene consumata varie volte al giorno. Tra i momenti più importanti vi sono la colazione e il tè pomeridiano (il cosiddetto "tè delle cinque") generalmente accompagnato da semplici dolci e tartine (Low tea) oppure consistente in un vero e proprio pasto che sostituisce la cena (High tea). A partire dal 1834 i britannici introdussero la coltivazione e la produzione di tè anche nei loro territori coloniali in India.
Le più famose e antiche marche che importano e producono le miscele (blend) sono la Twinings e la Fortnum and Mason's, entrambe con sede a Londra. Altre marche famose inglesi sono la Lipton, la Whittard e la Harrods (i grandi magazzini londinesi).
Un'altra famosa marca è la compagnia russa Orimi Trade Group, che è da tempo la più grande azienda russa di bevande calde e la più grande produttrice russa di tè e caffè. Le marche di produzione di tè della Orimi Trade Group sono il "Greenfield tea" e il "Tess tea".

## Produzione e varietà
Il maggiore produttore di tè è la Cina (Lung Ching, Gunpowder, Lu Mu Dan, Shui-Hsien, Ch'i-Men Mao Feng), seguita dall'India (Assam, Darjeeling, Nilgiri). Anche il Giappone ha un ruolo importante nella produzione di alcune qualità (Bancha, Matcha, Sencha e Gyokuro). In Europa il tè viene coltivato nelle isole Azzorre.

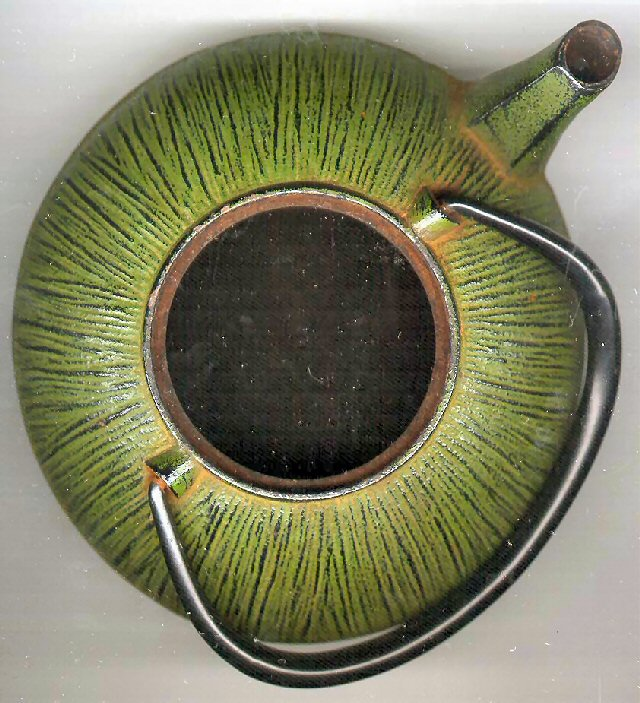
Teiera giapponese.

Le sue foglioline, accartocciate e disseccate per esser messe in commercio, sono il prodotto della Camellia sinensis, un arbusto ramoso e sempre verde che non si eleva in altezza più di due metri. La raccolta della foglia ha luogo tre volte l'anno: la prima in aprile, la seconda al principio dell'estate e la terza verso la metà dell'autunno.
Intorno alla fine dell’Ottocento, il direttore dell'Orto Botanico di Pavia, Giovanni Briosi, sperimentò la coltivazione del tè, ma solo negli anni ’20 del Novecento Gino Pollacci, riuscì a far acclimatare la pianta al freddo dell’Italia settentrionale senza bisogno di alcuna copertura durante l’inverno, dando così origine a una nuova varietà: Camellia sinensis ticinensis. Per tale scoperta, nel 1939, ricevette un premio dal Ministero dell’Interno. La fioritura della Camellia sinensis ticinensis nell'Orto Botanico avviene a maggio e a ottobre.
In Italia, oltre a un impianto sperimentale di circa 1000 m² situato presso la località Sant'Andrea di Compito del comune di Capannori nella provincia di Lucca, dal 2020 è entrata in produzione una coltivazione impiantata a Premosello Chiovenda, in val d'Ossola, con una superficie di circa 3 ettari.

### Classificazioni
I tè possono essere classificati sulla base di diversi fattori, come ad esempio la zona di produzione, la cultivar di Camellia sinensis utilizzata, il mercato di destinazione, la pezzatura della foglia, ecc. Tuttavia il fattore più rilevante nella diversificazione del prodotto finito è rappresentato dai metodi di lavorazione che le foglie subiscono dopo la raccolta. La differenza principale è data dal grado di ossidazione delle foglie (reazione chimica tra gli enzimi delle foglie e l'ossigeno) in base a cui si distinguono: i tè verdi (non ossidati), i tè neri (completamente ossidati) e i tè "semiossidati" (oolong) che presentano un grado di ossidazione intermedio tra questi due estremi (30 - 60 %). Vi sono inoltre tè fermentati (reazione batterica dovuta al metodo di lavorazione) che si distinguono in "leggermente fermentati", ovvero i tè gialli, e completamente fermentati, ovvero i Pu'er.
In Cina, dove si produce il maggior numero di varietà di tè, oggi si impiega un sistema di classificazione che distingue sei tipi fondamentali di tè ottenuti con sei diversi processi di lavorazione, denominati in base al colore del prodotto secco o dell'infuso:
| Nome cinese   | Traduzione letterale    | Nomenclatura italiana corrente |
| ------------- | ----------------------- | ------------------------------ |
| Lücha 绿茶    | Tè verde                | Tè verde                       |
| Huangcha 黄茶 | Tè giallo               | Tè giallo                      |
| Heicha 黑茶   | Tè "nero"               | Tè postfermentato              |
| Baicha 白茶   | Tè bianco               | Tè bianco                      |
| Qingcha 青茶  | Tè "verdazzurro", "blu" | Tè oolong o tè semiossidato    |
| Hongcha 红茶  | Tè "rosso"              | Tè nero                        |

Si faccia attenzione alla differenza tra la nomenclatura cinese e quella italiana nell'uso del termine "tè nero".
I tè appartenenti alle sei categorie sopra indicate possono poi essere ulteriormente manipolati, trattati ed elaborati per dare vita a diversi tipi di "tè rilavorati", come ad esempio i tè aromatizzati e profumati ai fiori, i tè pressati e i tè decaffeinati (deteinati).

### Lavorazioni
Una volta raccolte, le foglie di tè vengono trasportate, stipate in grandi gerle, generalmente vicino alle piantagioni, dove sono sottoposte a una serie di trattamenti che le trasformano nel prodotto finito pronto per essere commercializzato o rilavorato.
Nella lavorazione del tè verde poco dopo la raccolta le foglie vengono sottoposte a un trattamento termico che inibisce gli enzimi responsabili dell'ossidazione e permette al tè di mantenere il proprio colore verde. Questo processo viene chiamato stabilizzazione (in inglese fixation) e può essere fatto tramite torrefazione come nel caso dei tè verdi cinesi, oppure per esposizione delle foglie al vapore, come nel caso dei tè verdi giapponesi. Poi le foglie vengono arrotolate ed essiccate.
Invece nella preparazione del tè nero le foglie vengono fatte appassire in modo da far perdere l'acqua in esse contenuta, renderle morbide e poterle in seguito rullare. Le foglie vengono disposte su tralicci in appositi magazzini. Questo appassimento dovuto alla ventilazione naturale varia dalle 18 alle 24 ore a seconda delle condizioni atmosferiche. Si passa poi alla rullatura delle foglie che ha lo scopo di rompere le membrane cellulari e far affiorare i succhi in superficie e che dura circa un'ora. Vi è poi la fase di ossidazione dove le foglie vengono distese in ambienti con forte umidità e temperature attorno ai 30 °C e lì lasciate per diverse ore. Sono quindi avviate all'essiccazione.
Il procedimento per i tè oolong (wulong) consiste in una lavorazione intermedia fra quella del tè nero e quella del tè verde: effettuato l'appassimento, si procede alla parziale ossidazione, interrotta con il processo termico di stabilizzazione. Una volta ammorbidite dal calore le foglie vengono sottoposte a rullatura ed essiccamento. In base al grado di ossidazione e al prolungamento della fase si essiccazione le foglie dei tè oolong possono avere colori che vanno dal verde scuro fino al marrone nerastro.
Nella lavorazione del tè bianco le foglie subiscono una lunga fase di appassimento che è causa anche di un leggero processo di ossidazione. Segue un'essiccazione finale a bassa temperatura. Il nome bianco deriva dal colore delle gemme apicali, tipicamente usate per produrre questi tè, che sono ricoperte da una lanugine bianca particolarmente folta.
Il tè giallo viene sottoposto a un processo termico di stabilizzazione come il tè verde, ma viene lasciato "ingiallire" per effetto dell'umidità e del calore residui prima di procedere con l'essiccazione. Viene prodotto solamente in alcune aree della Cina.
Il tè postfermentato è un tè che viene sottoposto a un processo di fermentazione-ossidazione in particolari condizioni di temperatura e umidità, da cui il prefisso "post-", dopo essere stato sottoposto al processo termico di stabilizzazione. Prodotto in Cina, principalmente nella province di Yunnan (il più famoso è il tè Pu'er), Hunan e Anhui.

### Varietà

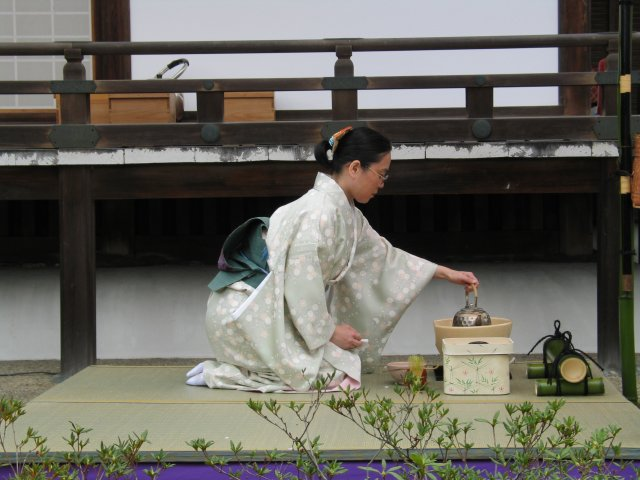
La Cha no yu, la cerimonia giapponese del tè.

- Assam: tè nero indiano che, messo in infusione, produce una bevanda forte, dal sapore deciso e dall'aroma speziato. Ottimo anche con l'aggiunta di latte.
- Bancha (番茶, letteralmente tè ordinario): è un tè verde giapponese ricavato dall'ultimo raccolto del tè, che ha luogo in ottobre. Il bancha è il tè verde comune per i giapponesi; esso è raccolto dalla stessa pianta che dà la qualità sencha, però è colto più tardi, cosa che gli conferisce una qualità inferiore sul mercato. È considerata la più leggera qualità di tè verde. Il suo sapore è unico, ha un marcato odore di paglia. Con questa denominazione spesso si indica anche lo Hojicha, lo stesso tipo di tè sottoposto a una seconda forte tostatura.
- Ch'i-Men o Keemun (祁门, Pinyin: Qímén): tè nero cinese coltivato nella provincia dell'Anhui. La regione dove si trovano le piantagioni gode di clima subtropicale monsonico, con piogge abbondanti e temperature che si aggirano intorno ai 15 °C, ideale per le piante del tè. Il raccolto avviene fra maggio e giugno e dopo l'ossidazione le foglie subiscono un primo processo di essiccazione, poi una selezione severa delle migliori gemme e quindi una seconda fase di essiccazione, dopo la quale si presentano di colore nero, sottili e arricciate. L'infuso è di colore ambrato intenso, tendente al rosso, con aroma della fragranza della rosa. Il suo nome significa "capello sottile del Ch'i-Men".
- Darjeeling: tè nero indiano molto pregiato, tanto da guadagnare il soprannome di "champagne dei tè". Viene coltivato in zone piovose e ventose. Presenta un tipico aroma di uve Moscato e sapore deciso con retrogusto muschiato.
- Earl Grey: tè nero aromatizzato al bergamotto, è una delle varietà di tè più diffuse al mondo; prende il nome dal Charles Grey, II conte Grey, primo ministro britannico dal 1830 al 1834.
- Gunpowder: rappresenta la varietà di tè verde cinese più bevuta nel mondo. Caratteristica principale di questo tè è la forma di piccole palline che viene data alle foglie durante la lavorazione e che ricordano appunto la polvere da sparo: sono tostate in cilindri rotativi riscaldati per fermarne l'ossidazione e fare in modo che le foglie si arrotolino e si essicchino mantenendo questa forma. Si tratta di un tè prodotto in modo massiccio e destinato quasi totalmente all'esportazione. L'infuso ha un sapore fresco e pungente. Oggi in molti paesi viene spesso consigliato nelle diete per le sue proprietà drenanti e stimolanti.
- Gyokuro (玉露): tè verde giapponese, considerato uno dei migliori del mondo. A partire da tre settimane prima della raccolta, le piante vengono tenute all'ombra sotto grandi teli sostenuti da pali di bambù. Questo procedimento conferisce all'infuso il caratteristico colore verde brillante e il sapore leggermente dolce.
- Lapsang Souchong: tè nero cinese affumicato prodotto nella provincia del Fujian.
- Lu Mu Dan (綠牡丹 o 绿牡丹, Pinyin: Lǜ mǔdan): tè verde cinese originario della provincia di Anhui e il suo nome significa "peonia verde". Le foglie di questo tè prima dell'essiccazione vengono legate a mazzetto in modo da conferire loro la forma di un fiore.
- Lung Ching (龍井 o 龙井, Pinyin: Lóngjǐng): tra i più conosciuti tè verdi del mondo, viene coltivato nella provincia dello Zhejiang in Cina. Presenta foglie appiattite. Subisce una particolare essiccazione a calore moderato, effettuata manualmente in padelle semisferiche di ferro. Il raccolto ha inizio in primavera, prima del periodo delle piogge, scegliendo le foglie più giovani e tenere che danno all'infuso un colore chiaro con sapore fresco e delicato. Il suo nome significa "pozzo del drago".
- Matcha: tè verde originario della Cina le cui foglie vengono prima cotte al vapore, asciugate e ridotte in polvere finissima. Usato principalmente per la cerimonia del tè.

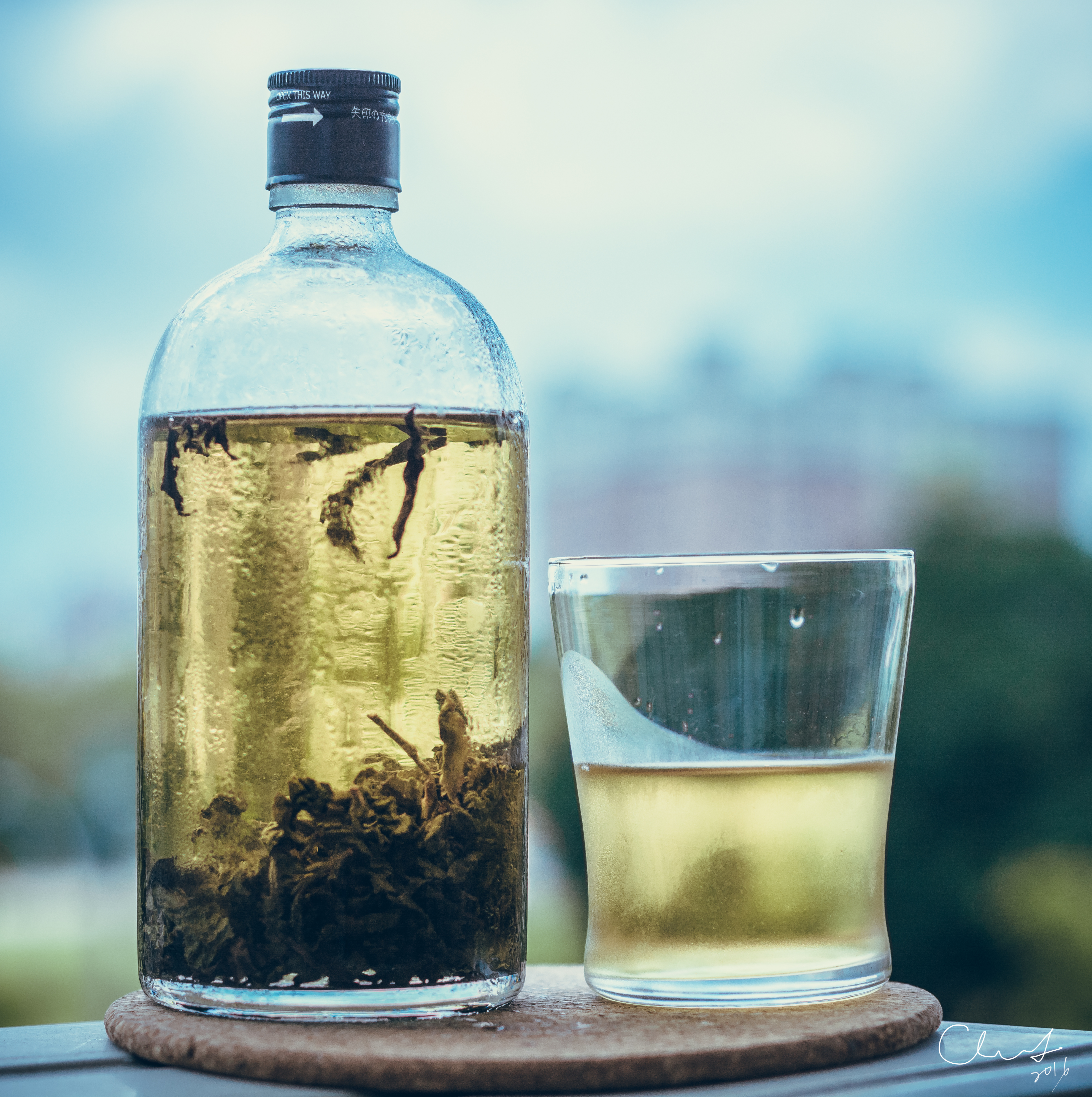
Tè nero oolong preparato a freddo

- Oolong (乌龙S, wūlóng): è un tipo di tè semiossidato prodotto in Cina e a Taiwan, ricavato dalle foglie della pianta Camellia sinensis. Si pone a metà tra il tè verde e il tè nero, perché ossidato solo parzialmente. In base al grado di ossidazione raggiunto può avere note floreali, fruttate o tostate. "Wulong" significa letteralmente "drago scuro".
- Orange Pekoe: tè nero in foglia composto solo dalle ultime due foglie e dalla gemma apicale della pianta.
- Sencha (煎茶): tè verde giapponese la cui raccolta avviene solo nel mese di maggio e giugno. Dopo diversi procedimenti di lavorazione, le foglie subiscono diverse manipolazioni, fino ad assumere l'aspetto di aghi di pino. L'infuso di colore verde chiaro ha un sapore fresco e amarognolo. È il tè verde più diffuso in Giappone.
- Shui-Hsien (水仙, Pinyin: Shuǐxiān): varietà di tè oolong prodotto con l'omonima varietà di Camellia sinensis. In genere l'infuso si presenta di colore arancione chiaro, con note fruttate più o meno marcate.

## Preparazione

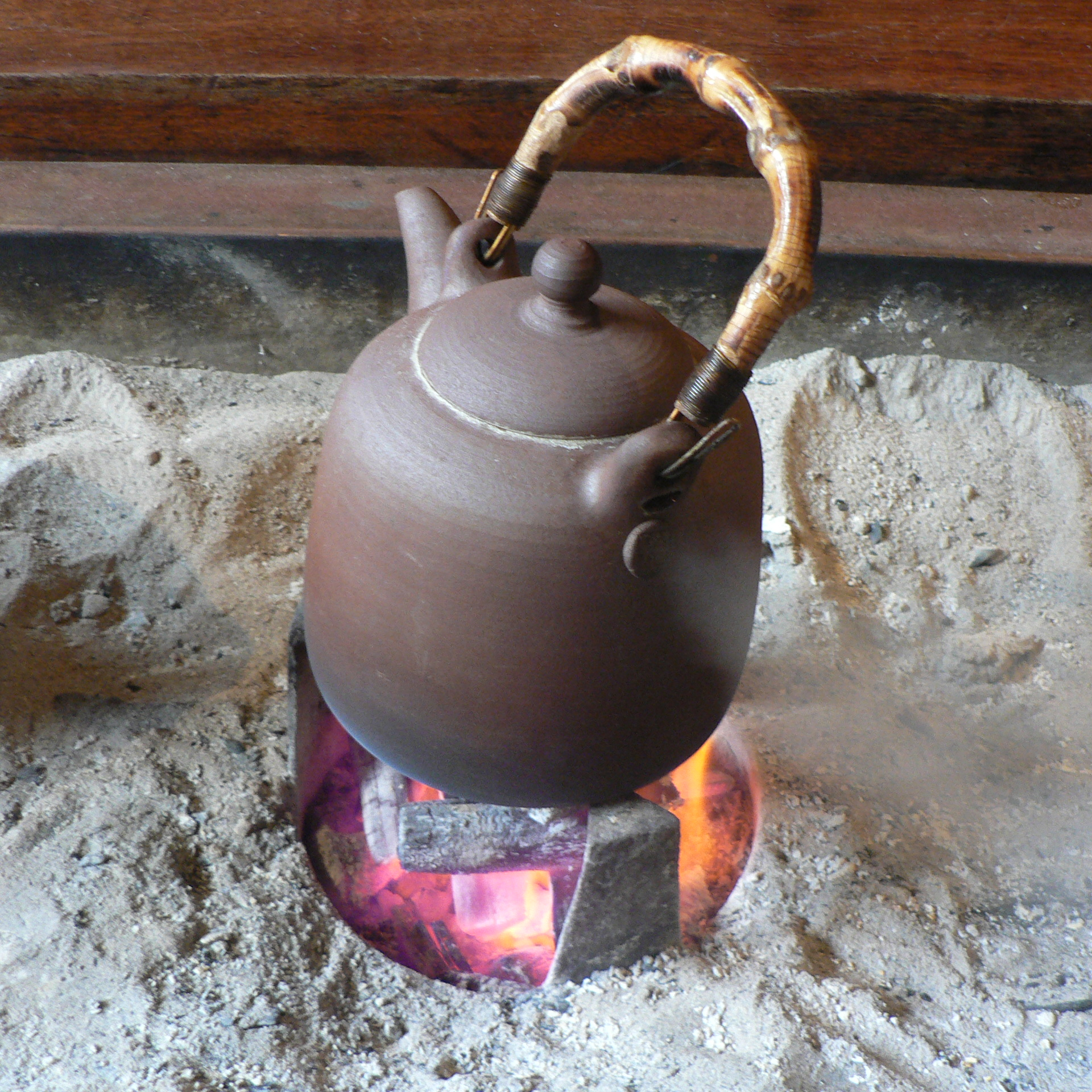
Un bollitore su carboni ardenti in una casa da tè a Jiufen, Taiwan.

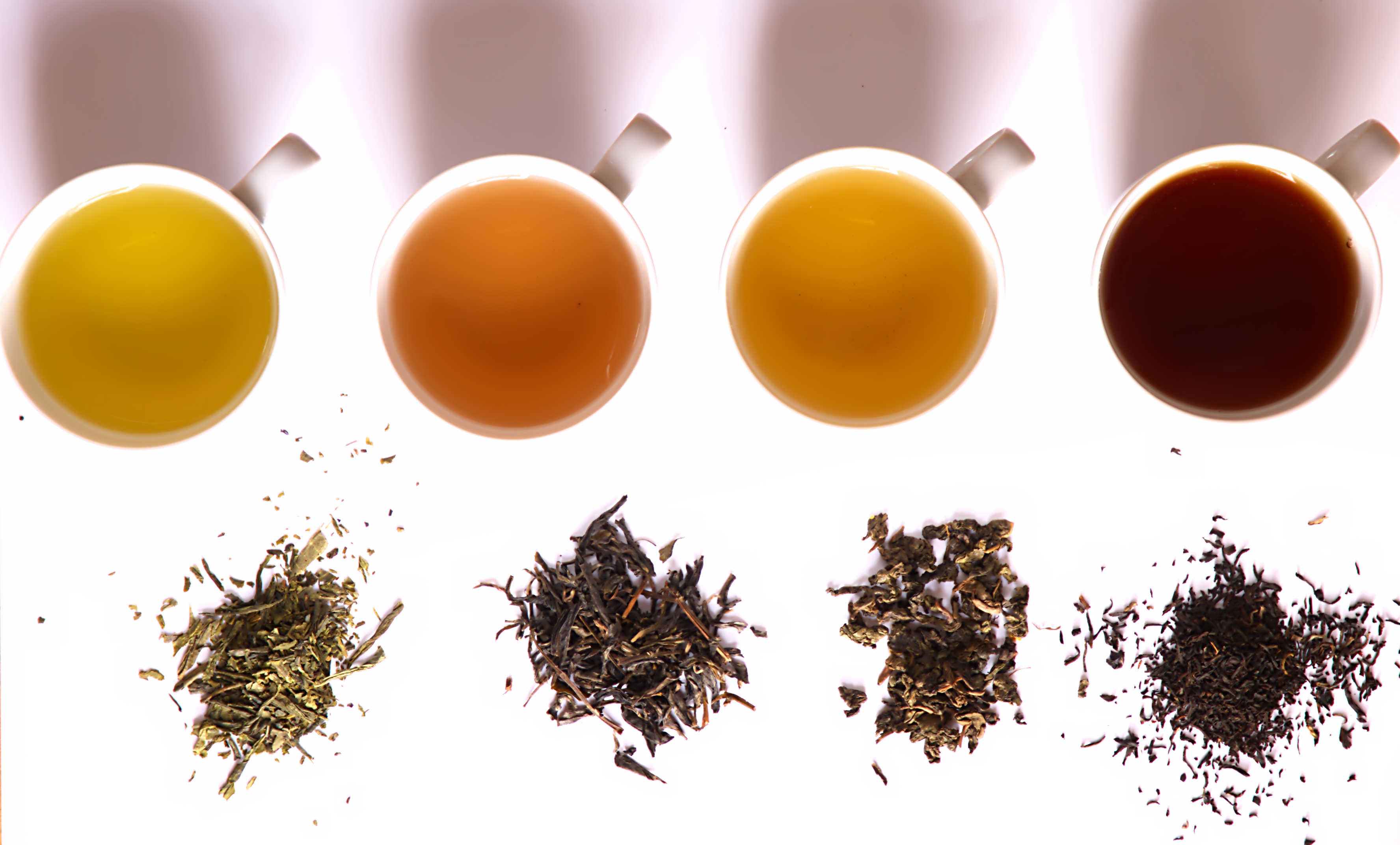
Tè a diversa fermentazione, preparati e serviti in tazza (da sinistra a destra): tè verde, tè giallo, oolong e tè nero.

### Infusione del tè
Il metodo tradizionale per preparare una tazza di tè è di mettere foglie sfuse di tè, direttamente o in un infusore per tè, in una teiera o in una tazza e versare acqua calda o bollita precedentemente sopra le foglie. Dopo pochi minuti si tolgono le foglie, o rimuovendo l'infusore o filtrando il tè con un colino mentre lo si serve. La forza del tè dovrebbe essere variata cambiando la quantità di foglie di tè utilizzata, non cambiando il tempo di infusione.
La maggior parte dei tè verdi dovrebbe essere lasciato infondere per circa due o tre minuti, altri appena 30 secondi.
A pari quantità d'acqua, la quantità di tè da usare varia da qualità a qualità: la regola base è un cucchiaino abbondante (circa 5 ml) per ogni tazza d'acqua (200-240 ml). I tè più forti come l'Assam sono spesso preparati con più foglie, mentre i tè più delicati come il Darjeeling sono preparati con meno foglie.
La temperatura d'infusione varia da tè a tè. I tè con poco o nessun periodo di ossidazione, come il tè verde e il tè bianco, dovrebbero essere infusi in acqua tra i 65 e i 75 gradi centigradi, mentre i tè con periodo di ossidazione più lungo dovrebbero essere infusi a temperature più alte, attorno ai 100 gradi: la temperatura elevata è richiesta per estrarre le molecole fenoliche del tè fermentato. Inoltre la bollitura riduce il contenuto di ossigeno disciolto nell'acqua, che altrimenti reagirebbe con le molecole fenoliche, riducendo le proprietà antiossidanti del tè. Per preservare la forza antiossidante, specialmente per quanto riguarda i tè verdi e bianchi da infondere a temperature più basse, l'acqua dovrebbe essere bollita per eliminare l'ossigeno disciolto e poi fatta raffreddare fino alla temperatura ottimale prima di aggiungere il tè.
Oltre a cambiare la forza degli antiossidanti, la temperatura e il tempo di infusione influenzano molto il sapore, specialmente del tè bianco e del tè verde. La Camellia sinensis contiene naturalmente tannini, che vengono estratti in maggiori quantità più il tè viene tenuto in acqua bollente. Nei tè neri, i tannini sono parte dell'aroma naturale, tendenzialmente ricco e marcato, mentre nei tè verdi e bianchi, più delicati, i tannini danno un sapore amaro comunemente considerato sgradevole.
| Tipo      | Temperatura dell'acqua | Tempo di infusione | Infusioni |
| --------- | ---------------------- | ------------------ | --------- |
| Tè bianco | 65-70 °C               | 1–2 minuti         | 3         |
| Tè giallo | 70-75 °C               | 1–2 minuti         | 3         |
| Tè verde  | 75-80 °C               | 1–2 minuti         | 4–6       |
| Oolong    | 80-85 °C               | 2–3 minuti         | 4–6       |
| Tè nero   | 99 °C                  | 2–3 minuti         | 2–3       |
| Pu'er     | 95-100 °C              | Senza limiti       | Numerose  |
| Tisane    | 99 °C                  | 3–6 minuti         | Vari      |

Di alcuni tipi di tè, le stesse foglie sono spesso riutilizzate e infuse numerose volte. Storicamente in Cina il tè è diviso in numero di infusioni. La prima viene immediatamente versata via per pulire il tè, mentre la seconda e le successive vengono bevute. La terza, la quarta e la quinta infusione sono spesso considerate le migliori, anche se tè diversi si aprono in tempi diversi e potrebbero servire più infusioni in acqua calda per produrre il sapore migliore.
Per mantenere costante la temperatura del tè nella teiera, viene spesso usato un copriteiera.
Un modo per gustare il tè nel suo intero processo è aggiungere acqua calda in una tazza contenente le foglie e assaggiare dopo trenta secondi, continuando finché le foglie non sono piuttosto umide e cotte. Mentre le foglie di tè si aprono in quella che è nota come "agonia delle foglie", espongono all'acqua parti diverse e perciò il sapore si evolve.
Il contenuto di antiossidanti, misurato dal tempo di ritardo dell'ossidazione del colesterolo, migliora infondendo alcune varietà di tè in acqua fredda.

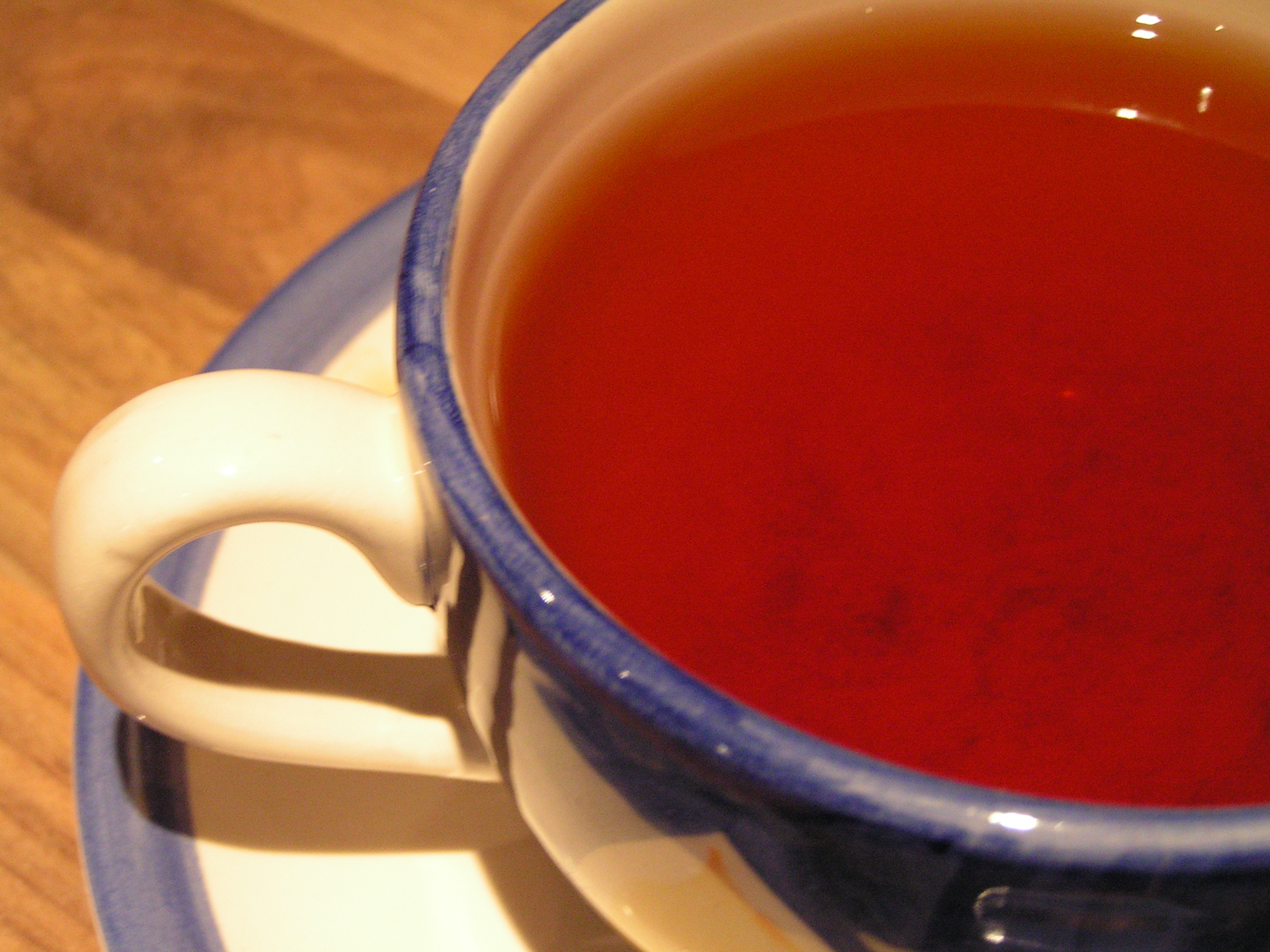
Infusione di tè nero.

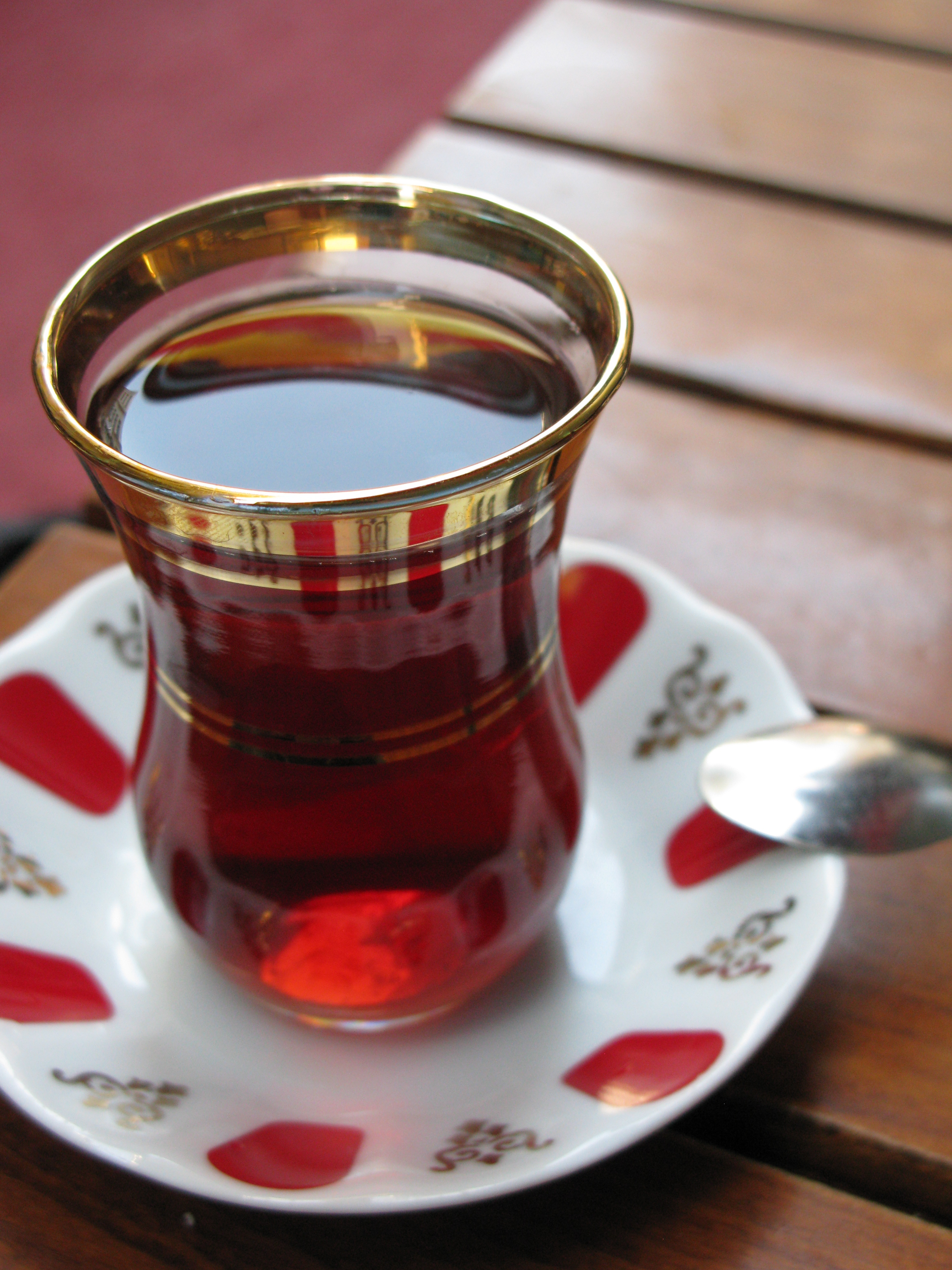
In Turchia, il consumo procapite di tè turco supera le dieci tazze al giorno e i 13,8 chili l'anno.

### Tè nero
In occidente l'acqua per il tè nero viene di solito aggiunta quasi al punto di ebollizione, a circa 100 °C, in quanto molte delle sostanze attive del tè nero non si sviluppano a temperature inferiori a 90 °C. L'errore più comune nel preparare il tè nero è usare acqua troppo fredda, anche dovuto al fatto che, aumentando l'altitudine, il punto di ebollizione scende. I britannici raccomandano di scaldare la teiera prima di preparare il tè, sciacquandola con acqua bollente, per evitare che la teiera raffreddi l'acqua troppo rapidamente.
I tè occidentali sono solitamente infusi per quattro minuti, ma in molte regioni del mondo viene usata acqua bollente e le foglie di tè vengono spesso inzuppate: ad esempio in India il tè nero viene bollito per più di quindici minuti. Varietà popolari di tè nero sono l'Assam, il tè del Nepal, il Darjeeling, il Nilgiri, il tè turco e il tè di Ceylon.

### Tè verde
L'acqua per il tè verde dovrebbe avere una temperatura di 75-80 °C. Più alta è la qualità delle foglie di tè, più la temperatura deve essere bassa; più l'acqua è bollente, più il sapore del tè sarà amaro. Tuttavia in Nord Africa o Asia Centrale il sapore amaro del tè verde è apprezzato e pertanto il tè verde viene infuso in acqua bollente: ad esempio in Marocco le foglie di tè vengono infuse in acqua bollente per quindici minuti. Invece in Occidente e nell'Estremo Oriente si preferisce un tè verde più tiepido. Il tè viene infuso in una tazza o in una teiera, spesso riscaldate in precedenza per non far raffreddare immediatamente la bevanda. In base alla varietà ai tè verdi e bianchi di alta qualità si può aggiungere acqua anche cinque volte a temperature crescenti.

### Oolong
I tè oolong andrebbero infusi in acqua tra gli 80 e i 90 °C in un recipiente riscaldato, tradizionalmente una teiera di argilla blu Yixing. Per risultati ottimali è preferibile utilizzare acqua di sorgente i cui minerali aiutano a estrarre più sapore dalle foglie di tè. Gli oolong di alta qualità possono essere infusi diverse volte usando le stesse foglie, ottenendo un sapore via via migliore, al contrario di quanto accade con i tè verdi. La pratica comune è riutilizzare le foglie per cinque volte e la terza infusione è solitamente considerata la migliore.
Nella Gong fu cha, la prima infusione viene buttata, in quanto è considerata più un lavaggio delle foglie di tè che un'infusione vera e propria.

### Tè delicato o di alta qualità

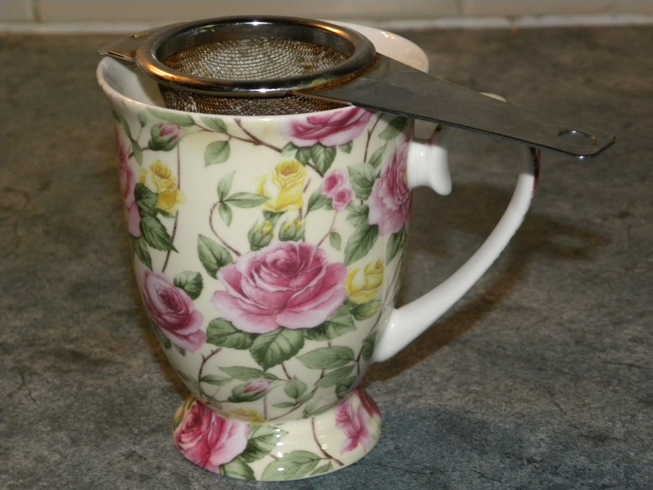
Quando le foglie di tè vengono infuse in una teiera, viene spesso usato un colino.

Alcuni tè, specialmente i verdi e gli oolong delicati, vengono infusi per pochissimo tempo, a volte anche solo trenta secondi. Usare un colino aiuta a separare le foglie dall'acqua alla fine dell'infusione nel caso non si stiano usando le bustine da tè. Tuttavia il tè nero Darjeeling richiede un tempo di infusione superiore alla media. L'altitudine e il momento della raccolta danno foglie dal gusto diverso; anche il metodo di conservazione e la qualità dell'acqua influenzano il sapore del tè.

### Tè Pu'er
I tè Pu'er vanno infusi in acqua bollente da trenta secondi a cinque minuti. Alcuni preferiscono risciacquare rapidamente le foglie per pochi secondi in acqua bollente per rimuovere la polvere data dal processo di invecchiamento prima di infondere il tè.

### Tè alle erbe
Quelli a base di erbe vengono anche chiamati comunemente tè, tuttavia poiché essi non sono estratti dalla Camellia Sinensis, è più corretto chiamarli "infusi". Possono essere a base di svariate erbe, quali i più comuni alla Camomilla e Menta Peperita, e non contengono caffeina (salvo eccezioni, come nel Mate Paraguariensis)

### Aggiunte

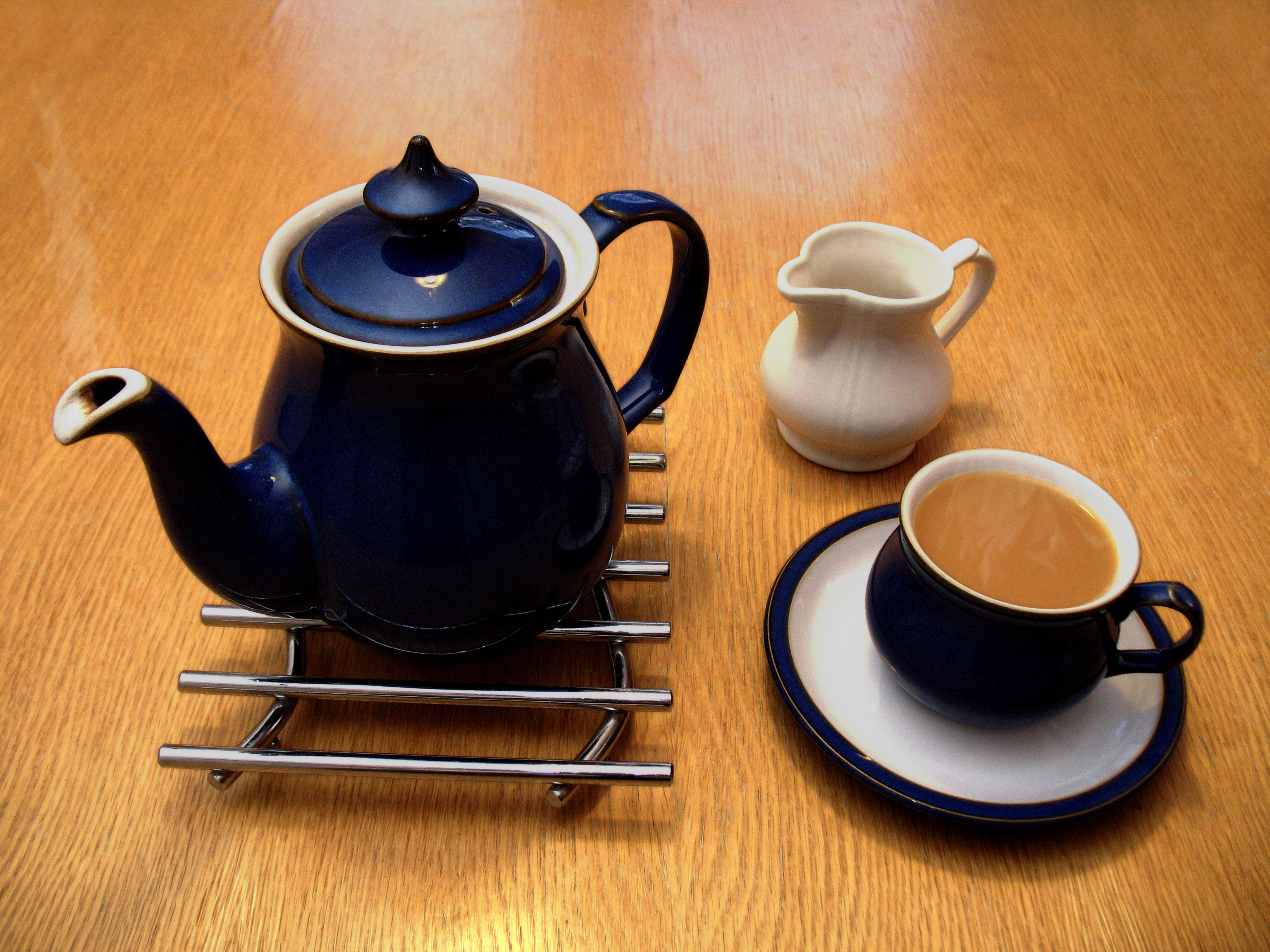
Il tè viene a volte consumato con l'aggiunta di latte.

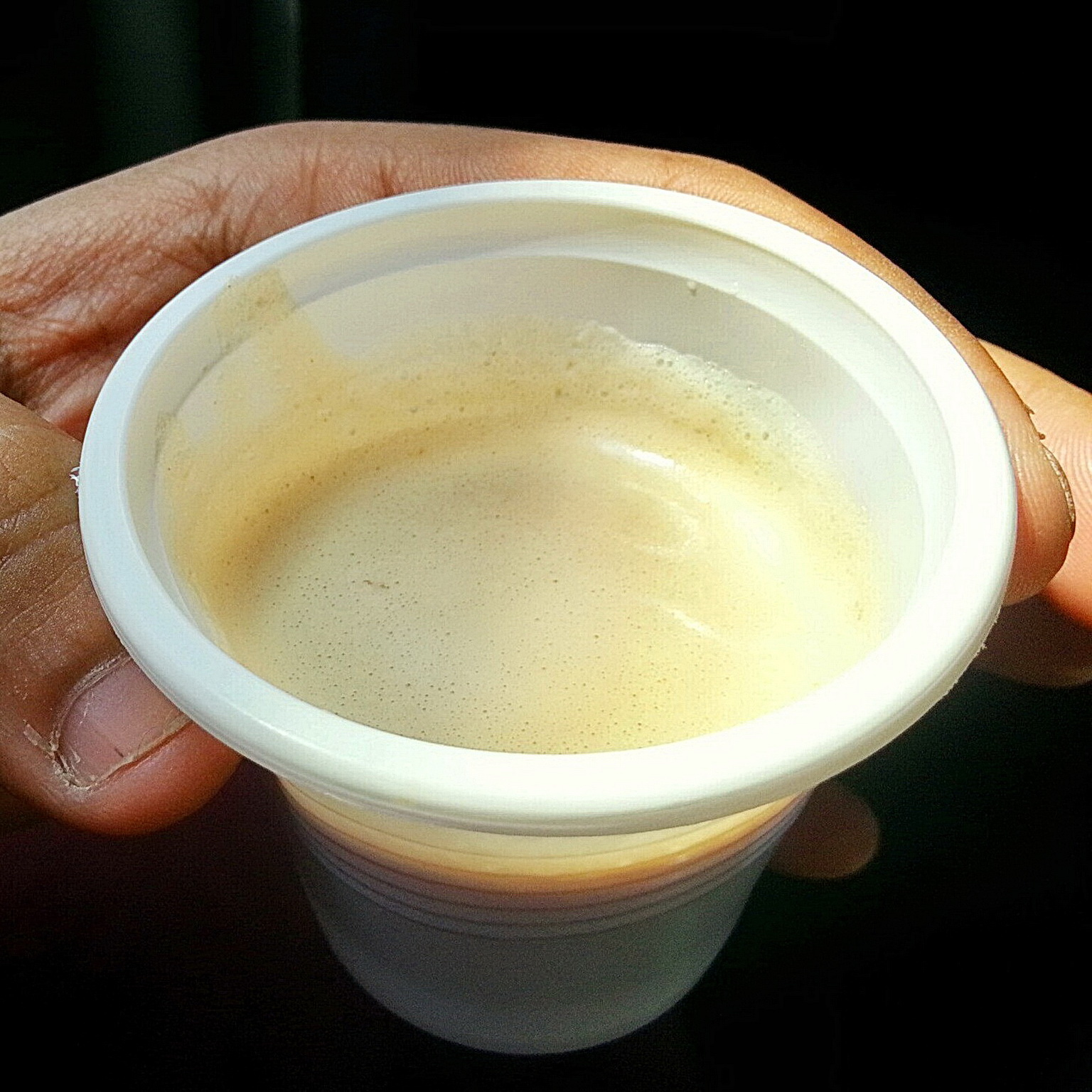
Tè aromatizzato con cannella e cardamomo e coperto di panna.

#### Latte
L'aggiunta di latte al tè in Europa è menzionata per la prima volta nel 1680 da Madame de Sévigné.
I cinesi han di solito non bevono il tè con il latte; lo fanno però i manciù, e così facevano anche i nobili della dinastia Qing, di origine appunto manciù. I tibetani e altri popoli himalayani tradizionalmente bevono tè con latte o burro di yak e sale. In Polonia, il tè con il latte è chiamato bawarka ("stile bavarese") e viene consumato spesso dalle donne incinte o allattanti. In Australia il tè con il latte è chiamato "tè bianco".
Secondo alcuni, il latte va messo in tazza prima del tè, mentre altri affermano l'inverso.

#### Limone
In Italia e in Europa orientale (Russia, Polonia e Ungheria) il tè viene consumato frequentemente con limone (succo o fettine). Anche in India esiste la tradizione (anche se minoritaria) di aromatizzare il tè con il succo di limone.

#### Aromi
Alcune varietà di tè contengono aromi aggiunti durante la lavorazione. Tra le più note, ci sono:
- il tè al gelsomino (jasmine), prodotto soprattutto in Cina e in Giappone e aromatizzato tradizionalmente con il contatto con fiori di gelsomino appena raccolti
- l'Earl Grey, aromatizzato con l'olio estratto dalla scorza del bergamotto
- il masala chai ("tè speziato misto"), aromatizzato con una miscela di spezie, tra cui le più importanti sono zenzero e cardamomo, e spesso bevuto con l'aggiunta di latte o di limone.

#### Dolcificanti
Non tutte le culture approvano l'aggiunta di zucchero o altri dolcificanti al tè (in Cina è considerato una pratica femminile), tuttavia di fatto tale pratica è diffusissima in tutto il mondo.
Oltre allo zucchero, il tè può essere dolcificato con miele, marmellata, nettare di agave o menta.

#### Sale
Nell'Himalaia, dal Tibet fino al Pakistan settentrionale, è comune l'aggiunta di sale al tè, direttamente o indirettamente perché contenuto nel burro di yak.

#### Alcolici
In alcuni paesi occidentali è presente, benché non frequente, l'uso di aggiungere piccole quantità di liquori al tè.

#### Alterazioni di sapore senza aggiunte

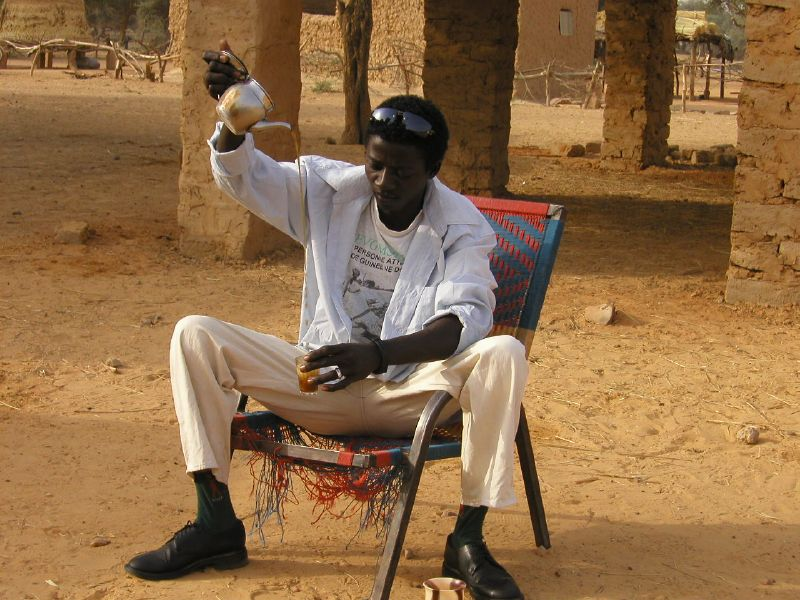
Versare il tè dall'alto è una tecnica diffusa in Africa occidentale e settentrionale (qui in Niger)

Il sapore del tè può essere modificato anche dalle modalità di preparazione.
In particolare, versare il tè dall'alto, oltre ad accelerarne il raffreddamento, ne aumenta il grado di aerazione. La tecnica di versare il tè dall'alto è usato soprattutto nel Nordafrica occidentale (dal Marocco alla Libia), ma anche più a sud (Mauritania, Guinea, Mali, Senegal).
In Malaysia e a Singapore, la pratica di versare il tè dall'alto ha avuto un ulteriore raffinamento, perché il tè viene versato più volte velocemente da una tazza all'altra creando una schiuma, favorita dall'aggiunta di latte. Questa tecnica ha dato vita addirittura a un tipo di danza, nella quale i danzatori sono forniti di tazze e recipienti per tè e si versano l'un l'altro ritmicamente il tè.